# フォンニィ・フォンニャットの虐殺
フォンニィ・フォンニャットの虐殺（フォンニィ・フォンニャットのぎゃくさつ、퐁니•퐁넛 양민 학살 사건、フォンニィ・フォンニャット良民虐殺事件、Phong Nhi and Phong Nhat massacre）は、ベトナム戦争中に韓国軍が起こした一連の虐殺事件の一つ。1968年2月12日に、南ベトナムクアンナム省ディエンバン市社フォンニィ・フォンニャット村で、大韓民国海兵隊第2海兵旅団（青龍部隊）(en)によって、非武装の民間人69-79人が虐殺された。
2020年現在、韓国政府はベトナム戦争当時の韓国軍による民間人虐殺を公式的に認めておらず、ベトナム政府も韓国政府に謝罪を要求していない。

## 概要
1968年2月12日、フォンニィ・フォンニャット村を訪れた韓国海兵隊第2海兵旅団（青龍部隊）第1大隊は婦女子を集めると至近距離から銃殺、刺殺し火を付け立ち去った。ところが、その日のうちにアメリカ海兵隊員4名、南ベトナム兵26名からなる部隊が現場に到着した。アメリカ・ベトナム兵は生存者へ手当を施し、病院へ搬送した。また、J・ボーン伍長によって事件現場の撮影が行われた。事件後に生き残った村人たちは犠牲者の遺体を国道1号線に並べて抗議の意思を示した。
当時のフォンニィ・フォンニャット村はアメリカ海兵隊と友好関係にあり、村の男たちはアメリカと同盟関係にある南ベトナム軍に参加していた。続く2月25日には韓国海兵隊によってハミの虐殺が引き起こされ、ハミ村の婦女子・老人135名が虐殺された。
事件を受けてアメリカ陸軍参謀総長ウィリアム・ウェストモーランド大将が韓国軍に調査報告を繰り返し求め続けたため、韓国軍は韓国海兵隊の軍服を着たベトコンによる陰謀であったとアメリカ軍に報告した。フォンニィ・フォンニャットの虐殺当時の韓国では韓国政府が行った聞慶虐殺事件、保導連盟事件では共産主義者に罪を着せることで虐殺事件を闇に葬りさることに成功していた。韓国軍からの報告を受け取ったアメリカ軍では、アメリカ軍監察官のロバート・モレヘッド・コック大佐による調査が行われ、1970年1月10日に韓国海兵隊による虐殺事件であったことを明らかにした報告書が提出された。ベトナム派遣軍最高司令官だった蔡命新は、ハンギョレ新聞によるインタビュー（2000年11月）に対し、アメリカ人はゲリラ戦に無知であったために韓国側と対立することがあったが、最終的にはアメリカ軍は韓国軍の戦術を取り入れるようになったと述べている。事件翌月には、アメリカ軍の一小隊によってソンミ村虐殺事件が引き起こされたが、アメリカ軍は軍法会議を開き実行犯を処罰した。この事件について蔡は、戦争では普通のことであるとして実行犯を擁護する発言を行っている。
アメリカ軍内部では、韓国軍を完全な後方部隊とするか、南ベトナム解放民族戦線が完全に支配していて、誰を殺しても問題とされない地域に配置転換するべきである、とした検討が行われた。韓国兵は残忍なやり方で女性を強姦してから殺害するケースが多く、アンリン郡の村人によれば、韓国軍はとりわけ女性にとって恐怖の的だった。また妊婦や子供は井戸に落とし、助けを求める声を無視して手榴弾を投げ込んだ。生き残った村人はバラバラになった遺体を井戸から引き上げ、盛り土をしただけの簡単な墓に家族の遺体を葬った。1969年2月には事件の遺族達によって南ベトナム議会に賠償を求める請願書が提出されている。2000年には蔡命新将軍は数々の事件について、我々は誰にも償いをする必要はないと述べている。
2013年8月、クォン・キヒョン大韓民国国防部スポークスマンはグローバル・ポスト（en）に対して、「韓国軍が組織的に民間人虐殺を行うことは戦争状況からも不可能」「女性への性的搾取はない」「拷問や恐喝はしたかもしれないが、虐殺と歴史が誇張している」「ベトナム市民の勘違い」と、ベトナム戦争当時の韓国軍によるベトナム人虐殺・女性凌辱を否定した。
2018年4月、韓国内の弁護士団体やベトナム友好団体らが中心となり、ベトナム戦争当時の韓国軍による民間人虐殺の真相究明を目的とした模擬法廷であるベトナム市民平和法廷が開かれた。フォンニィ・フォンニャットの虐殺の生存者であったグエン・ティ・タンらが原告となり大韓民国政府を訴え、判決では「重大な人権侵害であり、戦争犯罪の性格を帯びる事件」として大韓民国政府の責任が認められた。

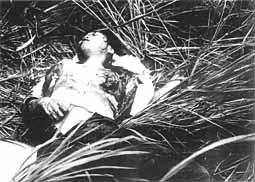
両胸をえぐり取られた上に銃撃を加えられて瀕死の21歳の女性。写真撮影後に病院に徹送され、「お母さん、お母さん…」と母を呼びながら妹達の前で絶命した[20]（J・ボーンアメリカ海兵隊伍長撮影）
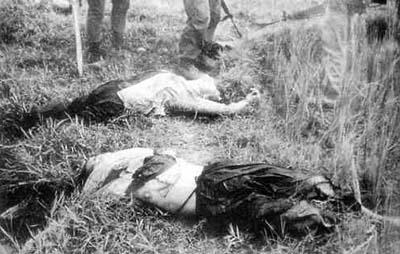
至近距離から撃たれ前頭部を吹き飛ばされた2名の妊婦（J・ボーン伍長撮影）
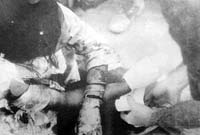
アメリカ軍の手当を受ける負傷した少女（J・ボーン伍長撮影）
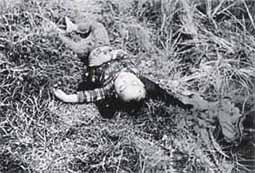
殺害された子供（J・ボーン伍長撮影）
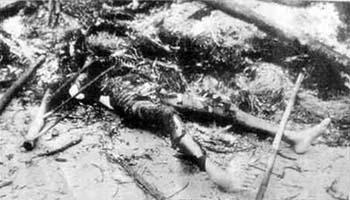
韓国軍に焼かれた住民（J・ボーン伍長撮影）
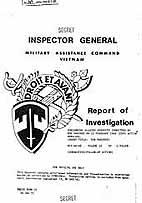
ロバート・モレヘッド・コック（ブルトン語版）米陸軍大佐が監察官として作成した虐殺事件の報告書（1970年1月10日）
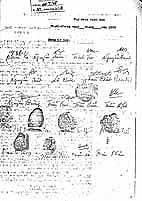
ベトナム議会に補償を求める遺族の嘆願書

## 裁判
2020年に生存者が韓国政府に補償を求め提訴を行った。ベトナム戦争で韓国を訴える初の民事訴訟である。
2023年、ソウル地裁は原告の証言内容を事実と認定し3000万100ウォンの支払いを命じた。時効消滅と政府間合意の個人請求権消滅が争点となったが提訴できない障害理由、政府間合意に拘束力は無いと認定し原告勝訴となった。